# Брезница (дем Преспа)
Вижте пояснителната страница за други значения на Брезница.
Брѐзница (изписване до 1945 година: Брѣзница; на гръцки: Βατοχώρι, Ватохори, катаревуса: Βατοχώριον, Ватохорион, до 1927 година Μπρέσνιτσα, Μπρενίτσα, Бресница, Бреница) е село в Република Гърция, в дем Преспа, област Западна Македония.

## География
Селото е разположено на 43 километра югозападно от град Лерин (Флорина) и на 29 километра северно от Костур (Кастория) в северното подножието на планината Орлово (Малимади) в областта Кореща (Корестия). Брезница е на два километра от пътя Костур Лерин в посока границата с Албания при Смърдеш – Капещица.

## История

### В Османската империя
В XV век в Брезница са отбелязани поименно 104 глави на домакинства. В края на XIX век Брезница е българско село в Костурска каза на Османската империя. Александър Синве ("Les Grecs de l’Empire Ottoman. Etude Statistique et Ethnographique"), който се основава на гръцки данни, в 1878 година пише, че в Пресница (Presnitca) живеят 600 гърци. В „Етнография на вилаетите Адрианопол, Монастир и Салоника“, издадена в Константинопол в 1878 година и отразяваща статистиката на населението от 1873 година, Брезница (Breznitza) е показано като село със 145 домакинства и 380 жители българи. Според „етнографската карта на Епир“ на гръцкия учен Панайотис Аравантинос, издадена от Хайнрих Киперт през 1878 година, жителите на Брезница са посочени като българоговорещи.
Според статистиката на Васил Кънчов („Македония. Етнография и статистика“) в 1900 Брезница има 620 жители българи.
На Етнографската карта на Битолския вилает на Картографския институт в София от 1901 година Брезница е чисто българско село в Костурската каза на Корчанския санджак със 102 къщи.
В началото на XX век население на Брезница постепенно се отказва от върховенството на Цариградската патриаршия. По гръцки сведения в 1902 година в селото има 60 патриаршистки и 40 екзархийски семейства, а в 1903 – 65 патриаршистки и 45 екзархийски. След Илинденското въстание в началото на 1904 година селото минава под върховенството на Българската екзархия. По данни на секретаря на екзархията Димитър Мишев („La Macédoine et sa Population Chrétienne“) в 1905 година в Брезница има 816 българи екзархисти и 12 власи и работи българско училище. Според Георги Константинов Бистрицки Брезница преди Балканската война има 180 български къщи.
Брезница пострадва от нападения на гръцки андартски чети в 1905 година.
В първите дни на април 1908 година властта претърсва селото, като обиските са съпроводени с изтезния и насилие.
При избухването на Балканската война в 1912 година един човек от Брезница е доброволец в Македоно-одринското опълчение. Селото е оплячкосано и местната църква изгорена от отстъпващата армия на Мехмед Есад Бюлкат.
В 1915 година костурчанинът учител Георги Райков пише:
| „ | 3/4 ч. от с. Руля на северозапад, там, където се отделя от Костурското шосе шосето за Албания; 1/4 ч. разстояние покрай една суха рекичка е разположено българското с. Брезница. През средата на селото минава Албанското дефиле на северозапад между сселата Смърдеш и Въмбел за албанския град Билища. с около 124 къщи. В селото жителите си говорят чисто български. За свой духовен началник припознаваха Българския Екзарх Йосиф I. Имаха си българска църква с български свещеник п. Георги, когото гръцките андарти убиха. Имаха си свое училище и учители от селото, от които единият бе Христо Спасов. По-забележителни от първенците българи са Васил Д. Лешник, Пене Стоянов Стамнар, Васил Стоянов Мазното и др. | “ |

На етническата карта на Костурското братство в София от 1940 година, към 1912 година Брезница е обозначено като българско селище.
От старата църква „Свети Николай“ е запазена само апсидата, а църквата „Свети Антоний“ на 4 km в посока Костур е от около 1700 година.

### В Гърция
В 1913 година селото остава в Гърция. По време на Първата световна война деветима брезничени са доброволци в Партизанската рота, командвана от поручик Никола Лефтеров.
Боривое Милоевич пише в 1921 година („Южна Македония“), че Брезница има 130 къщи славяни християни. В 1927 година селото е прекръстено на Ватохорион. 
След разгрома на Гърция от Нацистка Германия през април 1941 година в селото е създадена чета на българската паравоенна организация Охрана. Селото пострадва силно в Гражданската война в Гърция, като много хора от Брезница емигрират в социалистическите страни. След войната започва масова емиграция отвъд океана.
| Име                               | Име             | Ново име   | Ново име   | Описание                                                             |
| --------------------------------- | --------------- | ---------- | ---------- | -------------------------------------------------------------------- |
| Уши                               | Ούσι            | Андилалос  | Άντίλαλος  | местност в Дъмбенската планина на ЮИ от Брезница                     |
| Горо                              | Γκόρο           | Ендоксон   | Ένδοξον    |                                                                      |
| Трерска                           | Τρέρσκα         | Каламионас | Καλαμιώνας | река във Вич на И от Брезница, ляв приток на Рулската река           |
| Клочишка падина или Клоцко падина | Κλοτσισκοπαδένα | Ироикон    | Ήρωϊκόν    | връх във Вич на И от Брезница и на СЗ от Поздивища (1073 m)          |
| Върба Рога                        | Βάρμπα Ρόγκα    | Сфина      | Σφήνα      | местност в Корбец на СЗ от Брезница и на ИЮИ под връх Върба (1749 m) |

| Име        | Име        | Ново име   | Ново име   | Описание                                               |
| ---------- | ---------- | ---------- | ---------- | ------------------------------------------------------ |
| Манкова    | Μάκοβο     | Анифорико  | Άνηφορικό  | местност в Дъмбенската планина на С от Габреш          |
| Бреница    | Μπρενίτσα  | Букурис    | Μπουκούρης | връх в Дъмбенската планина на Ю от Брезница (1538,4 m) |
| Алева нива | Άλέβι Νίβα | Воскотопос | Βοσκότοπος | местност в Дъмбенската планина на ЮИ от Брезница       |
| Бойко      | Μπόϊκο     | Филакес    | Φύλακες    | връх в Дъмбенската планина на ЮИ от Брезница           |
| Костен     | Κόστεν     | Кастаниес  | Καστανιές  | връх в Корбец на СЗ от Брезница (1019 m)               |
| Цатока     | Τσότσκα    | Кавтери    | Καυτερή    | местност в Дъмбенската планина на ЮЗ от Брезница       |

Преброявания
- 1913 – 765 души
- 1920 – 577 души
- 1928 – 605 души
- 1940 – 770 души
- 1951 – 175 души
- 1961 – 232 души
- 1971 – 94 души
- 1981 – 54 души
- 1991 – 51 души
- 2001 – 34 души
- 2011 – 23 души

## Личности
Родени в Брезница
- Андон Жайков (Αντώνιος Ζάικος), гръцки андартски деец от четвърти клас, убит или изгорен жив със сина си Лазар (Λάζαρος), също агент на пропагандата[29]
- Иван (Жан) Заспалов (р. 1899 – ?), интербригадист[30]
- Ильо Кольов (1925 – 1948), гръцки комунист; по време на германската окупация става член ЕПОН; в 1944 година се присъединява към ЕЛАС; участва в множество сражения срещу германските войски в Търнава, Лерин и Корча; след Споразумението от Варкиза продължава да работи в селската организация на ЕПОН; в 1947 година е доброволец в ДАГ; взема участие в сраженията на Грамос и Вич; взема участие в битката за Лерин, където е ранен; от началото на 1948 година е в редовете на 16-а бригада на ДАГ, с която взема участие в боевете за Олимп; загива на 23 март 1948 година на Амар бей[31]
- Йоан Жайков (Γιάννης, Ιωάννης Ζάικος), гръцки андартски деец[32] от втори клас, довереник на Германос Каравангелис и Коте Христов, син на Андон и брат на Лазар, участник в местния гръцки комитет[29]
- Кано Тодоров Кочовски (? – 1907), деец на ВМОРО, водил сражение с турски аскер в селото, след което се самоубил[15][28]
- Кольо Косовски, деец на ВМОРО, войвода на центрова чета по време на Илинденско-Преображенското въстание[33]
- Коста Костадинов (1922 – 1947), гръцки комунист; влиза в КПГ и ЕАМ по време на окупацията; председател на ЕАМ в Брезница в периода 1943 – 1945 година; продължава дейността си нелегално след Споразумението от Варкиза; доброволец в ДАГ; взема участие в защитата на Вич, в походите към Епир и Гревена; загива на 8 август 1947 година в сражението за Гревена[34]
- Павле Пеев (1888 – ?), македоно-одрински опълченец, Костурска съединена чета[35]
- Панайот Йончев (1877 – ?), деец на ВМОРО
- Петре Жогов (1921 – 1948), гръцки комунист, войник на ДАГ, загинал на Грамос при Операция „Коронис“ на 22 юли 1948 година[36]
- Петър Попгеоргиев (Πέτρος Παπαγεωργίου), гръцки андартски деец от четвърти клас, член на местния комитет[29]
- Стерьо Николов (1893 – 1974), български емигрантски деец в САЩ
- Филип Шашко (Philip Shashko, р. ок. 1935), американски историк
- Христо Бельо (1934 – 14 август 1949), гръцки комунист, загинал при Върба по време на Операция „Пирсос“[37]
- Христо Кольов (1929 – 1948), гръцки комунист; по време на окупацията изпълнява куриерски дейности; заедно с брат си Ильо се записва доброволец в ДАГ; загива на 9 октомври 1948 година в сражение на Флацата[31]
- Христо Кочо, поп, българин, православен, арестуван преди април 1904 година, обвинен, че се е „намирал сред последователите на разбойника Чекаларов, който запалил къщата на Андон от Брезница и убил споменатия и неговия син Лазар, както и селския бекчия Андон и мухтаря Йорги“, съден от Извънредния съд, амнистиран с общата амнистия от 12 април 1904 година[38]
- Христо Попгеоргиев (Χρήστος Παπαγεωργίου), гръцки андартски деец от четвърти клас, член на местния комитет[29]
- Христо Спасков (1865 – 1901), български революционер от ВМОРО
- Цвятко Панов (? – 1904), деец на ВМОРО
- Яне Панов, деец на ВМОРО, войвода на брезнишката чета по време на Илинденско-Преображенското въстание[39]

Починали в Брезница
- Кръсто Мангов (1912 – 1949), гръцки партизанин и деец на НОФ
- Никос Теохаропулос (1915 – 1949), гръцки военен